# Coreobagrus ichikawai
Cá Nekogigi (danh pháp khoa học: Coreobagrus ichikawai) là một loài cá thuộc họ Bagridae. Đây là loài đặc hữu của Nhật Bản - nơi mà loài này chỉ được tìm thấy ở tỉnh Mie trên đảo Honshu. Loài cá này có ở các con suối và chiều dài cơ thể có thể đạt đến 10,8 cm.